# تومویا اوساوا
تومویا اوساوا (انگلیسی: Tomoya Osawa؛ زادهٔ ۲۲ اکتبر ۱۹۸۴) بازیکن فوتبال اهل ژاپن است که در تیم ملی فوتبال زیر ۱۷ سال ژاپن بازی کرده‌است.